# 新开路街道
新开路街道，是中华人民共和国河北省廊坊市广阳区下辖的一个乡镇级行政单位。

## 行政区划
新开路街道下辖以下地区：
瑞华里社区、东方家园社区、国际花园社区、群乐里社区、同顺里社区、宏图里社区、康乐社区、林园里社区、六九一六社区、王寨社区、金星道社区、世纪花园社区和运通花园社区。